# Micropyropsis
Micropyropsis és un gènere monotípic de plantes de la família de les poàcies La seva única espècie, Micropyropsis tuberosa Romero Zarco, és originària d'Espanya.

## Descripció
És una herbàcia amb tiges de 30-110 cm d'altura, amb 1-2 entrenusos inferiors engrossits en forma de tubercles nus o recoberts per beines marcescents. Fulles amb lígula d'1 mm; limb de 10-35 cm x 1-5 mm, amb feix estriat, glabre. Ram de 10-30 cm, amb 6-17 espiguetes. Espiguetes de 10-26 mm, amb peduncles de c. 0,5 mm. glumes lanceolades, agudes, amb marge escariós; la inferior de 3,5-5 mm; la superior de 5-7 mm, amb nervis ben marcats a la base. Lema de 5-7 mm, lanceolades, amb marge escariós en la meitat superior, glabra o amb àpex escabrid; aresta de 2-6 mm, escabrida, insereix a c. 0,2 mm de l'àpex de la lema. Pàlea tan llarga o una mica més curta que la lema. Anteres de 3 mm. Cariopsis de 4 x 0,8 mm. Floreix al maig.

## Taxonomia
Micropyropsis tuberosa va ser descrita per Romero Zarco i Cabezudo i publicat a Lagascalia 11(1): 95. 1983.
Etimologia
El nom del gènere deriva de la paraula grega opsis (aparença) i Micropyrum (un gènere de la mateixa família), en al·lusió a la seva similitud.
tuberosa: epítet llatí que significa "tubèrcul".